# Karel Vébr
Karel Vébr (* 18. srpna 1942) byl český a československý politik Československé strany socialistické a poslanec Sněmovny lidu Federálního shromáždění za normalizace.

## Biografie
K roku 1981 se profesně uvádí jako stavbyvedoucí.
Ve volbách roku 1981 zasedl do Sněmovny lidu (volební obvod č. 61 - Liberec-jih, Severočeský kraj). Mandát obhájil ve volbách roku 1986 (obvod Liberec-jih). Ve Federálním shromáždění setrval do konce funkčního období, tedy do svobodných voleb roku 1990. Netýkal se ho proces kooptací do Federálního shromáždění po sametové revoluci.